# Здравствена заштита у Суботици средином 19. века
Здравствена заштита у Суботици средином 19. века златни је период у развоју здравствене службе у вишевековни постаојању града. У том историјском период, захваљујући др Антуну Ковачу (1804—1880) главном градском физику и његовом раду, побољшана је јавна хигијена града, поправљен социјални статус сиромашних грађана, значајно унапређена здравствена служба и отворена болничка установа (у којој је болничка служба подигнута на ниво тадашње средњоевропске болнице).

## Здравствени услови који су владали у Суботици с краја 18. и с почетка 19. века
Након издате прве Повеље царице Марије Терезије (1717—1780), Суботица је 1743. године проглашена привилеговани краљевском камералном варошицом (трговиштем) Сент Марија (Privilegiatum Oppidum Regio Cameralis Szent Mária) и добила своју управну власт - Магистрат (унутрашњи сенат) и изабрану ( заклету) општину - спољни сенат (iurata communitas).  Власт у Суботици имала је у својој надлежности и одређена права и слободе у административним пословима, као и право изрицања смртне казне "право мача" (ius gladii).
У периоду од 1746. до 1752. године у Субоици се јављају и први „медицински радници”: ранари-бербери (или „хирурзи” како су их звали) међу којима су били познатији Ме Тома Сауер и Стефан Ленард, и прве „заклете” бабице. Ранар су по потреби вршили и дужност мртвозорника а заједно са бабицама и дужност судског вештака.
Суботица која се релативно брзо развијала с краја 18. века  и с почетка 19. века постала је значајно место привредног, друштвеног и културног живота у овом делу Панонске низије. У њу су се досељавали становници разних професија, разне националности и вероисповести, који су развијали трговину и занатство. Почела је и урбанизација града, исушивањем бара и мочвара у граду и околини, и оснивање културно-просветних друштва.
Међутим развој града није пратио и одговарајући развој здравствене заштите. Иако је још 1754. издата од виших власти Окружница према којој су лекари, хирурзи и апотекари морали полагати испите на Медицинском факултету а бабице код магистра обстетриције или градског физикуса, градске власти, чак и после доношења Општег норматива о организацији здравствене службе, нису придавали довољан значај тој области. Тако је у граду, поред дипломираних лекара (градских физика), хирурга, апотекара и „испитаних” бабица (Examinates Obstetrices), паралелно радио и већи број ранара-бербера, нешколованих бабица и других немедицинских лица пружалаца здравствене помоћи становништву. 
У граду је владала је још традиционална медицина, па се народ у невољи обраћао народним лекарима, траварима, видарима, врачарама и другим нешколованим особама, а жене су се при порођају обраћале старим, искусним  „вештим”  женама или су се без ичије помоћи порађале.
Присутна је била и религиозна медицина, медицина свештеника и калуђера који су поред духовног охрабрења и молитвама, неком
врстом магијског уверавања и обреда, пружали болеснима и одређену „медицинску” помоћ (лековито биље у облику чаја) јер су као образовани били упознати и са медицинским сазнањима тог времена.
Забележено је, такође, да су многа мала деца у Суботиици због болести умирала јер није било школованих бабица које би саветовале мајке како да се понашају око новорођеног детета с једне стране, а са друге многе мајке су биле заузете другим пословима и имале су мало времена да се посвете детету. 
Прве школоване бабице у Суботици почеле су са радом с караја 18. века и оне су биле на Градском буџету. Бабице су пружале само помоћ породиљама а у компликованим случајевима позивале су градског физкуса, уз чију сагласност су могле прописивати трудницама и женама после порођаја. Да би заштитиле плод биле су обавезне да пријављују све труднице као и оне жене за које су сматрале да су у другом стању. Сиромашним породиљама пружале су бесплатну помоћ и после порођаја а имућнијим породиљама наплаћивале су услуге према прописаном ценовнику. Такође су давале трудницам мишљење о потреби боловања, а учествовале су при судском вештачењу и доношењу одлука у случајевима силовања, побачаја или чедоморства.
Град све до 1841. није имао наменску болничку зграду, а Убошки дом, набијаница са тршчаним кровом, земљани под и двориштем, две собе и кухињом без бунара и нужника, лоциран на крају града био је неподобна и нехигијенска кућа за смештај сиромаха.
Покушаји да се болничка зграда изгради дуго нису доносили резултате, све до доласка др Антон Стробла (1765-1830) са дипломом доктора медицине, хирургије, акушерства, ветерине, тржишне и полицијске медицине, који је покушавао за време док је био главни градски физик (1792-1828), да лечи оболеле сиромахе. На његову иницијативу, Убошки дом, називан и Domus Hospitalis, Nosocomium odnosno Hospitalium често је поправљан.
Епидемија колере из 1831.
Када је 28. јула 1831. године у Суботици избила епидемије колере која се из Азије (Индије) преко Русије, Пољске и северне Мађарске ширила у јужне делове земље, због бројних пропуста у здравственој заштити она се масовно ширила по граду. У периоду од 28. јула до 19. септембра 1831. године претпоставља се да је умрло 2.599 од око 5.000 оболелих, Како нема података о умрлим на салашима и пустарама око Суботице, а многе умрле је родбина ноћу сахрањивала - спомиње се и број од 3.584 умрлих.
На сугестију градског физика, поред општих мера заштите Магистрат је подигао повећу дрвену бараку у близини гробља, јер је број оболелих и умрлих од колере сваким даном био све већи – и достизао до 80 оболелих умирало дневно.  Затвореници су одређени да скупљају умрле по граду умрле и посебним запрежним колима одвозе их на гробље и сахрањују у заједничку гробницу, претходно поливајући их раствором креча.
Ова епидемија иако је утицала да чланови Магистрата Суботице озбиљније размишљају о изградњи болничке зграде, они и поред тога то нису реализовали. Већ су 1836. године, добровољним прилозима и новцем од добровољних приредби, успели само да изграде једна скромни Убошки дом на крају Халашког пута.
Епидемија скорбута 1835.
Године 1835. Суботицом је завладала нова епидемија, овага пута скорбута, незаразне болести, од које је оболео велики број становника насеља Чантавир због недовољне и неадекватне исхране као последица предходних сушних и неродних година.
У овој епидемији због недостатка хране, пића, чистоће и непогодних станова од скорбута је оболело више од двеста особа различитог узраста у селу Чантавир.

## Прва болница у Суботици
Како је према извештају из 1837. године стари Убошки дом и даље служио као „болница” а новоподигнити из 1836. године није био погодан за лечење оболелих сиромаха. Поново је извештају предложено да се размотри могућност изградње једне  болничке зграде, тим више што је здравствено збрињавање у граду све теже било спроводити „и због лоших хигијенски услова у старом Дому:  у коме су у једној соби лежали болесни које лече физик и хирург а у другој они које контролише Магистрат јер су немоћни за било какав рад.”
Сталне молбе и упозорења ранијих али и садашњих градских физика коначно су покренуте са мртве тачке. Магистрат је 1839/40. године донео Одлуку о куповини куће наследника Антуна Транчик, јер је према процени Комисије, формиране у ту сврху, зграда уз мање поправке погодна за потребе болнице и јефтинија је инвестиција од градње нове зграде.
По одобрењу виших власти у Пешти кућа је купљена, приступило се адаптацији и сачињен је Правилник о раду болнице тзв.  Систем вештине болницом која се подиже у слободном краљевском граду Суботица.
Др Антун Ковач постављен је за првог управника нов оосноване болнице, која је званично почела са радом 1. октобра 1841. када је и била спремна да прими прве болеснике.  Управник болнице је уједно прегледавао и лечио оне са болестима унутрашњих органа док је др Ференц Романчик (?-1855), градски хирург хонорарно радио и збрињавао болеснике са хируршким обољењима. У болници су те године радили: лекар-управник, хирург, економ (Алберт Лазар), благајник (Лазар Стојковић), нешколовани болничари јеловничарка (која је припремала храну према одредбама лекара).
О 1. октобра до 31. децембра 1841. године, када је болница оворена у њој је лечено 11 пацијената;  од којих је отпуштено 6 као излечени, 3 као опорављени а 2 болесника су умрла.
Обдукције за потребе града и болнице вршене су у просторијама мртвачнице дозидане уз Убошки дом који је био премештен са старог места у једну преуређену кућу у близини болнице,  јер није био прихваћен предлог др А. Ковача да се у дворишту болнице изгради Убошки дом и посебне просторије за умоболне.
На дужности управника болнице др Анон Ковач био је до 1861. године, када је на његово место постављен др Липот Милко, доктор медицине, хирургије и опстетриције, за новог болничког руководиоца. Те године на рад у болници примљена је и Јелена Сарић, као неговатељица.
Као управник болнице др Липот Милко подигао је ниво рада отварањем Одељења за очне болести (са 7 кревета) и одељења за умоболне болеснике (са 5 кревета) и перионице.

## Апотекарска служба
Средином 19. века у Суботици су радиле три апотеке – које су водили дипломирани апотекари (мајстори апотекарства). Све апотеке биле су уредне, чисте, и располагале су званичним лековима у задовољавајућим количинама. Лекови су израђивани по прописима апотекарског приручника (Disperarium Austriacum) и правилно су слагани и распоређивани на одређеним местима како у самој апотеци тако и у магацину односно местима за лагеровање (таван, подрум). Отрови су били одвојени и чували су се под кључем. 
Лабораторије апотека  располагале су одговарајућом апаратуром и вагама (за специфичну тежину, Мајснерова вага (Maissner-fél patikamérleg) и хидростатичком вагом Муровом вага (hidrosztatikus Moore-mérleg).

## Оснивање удружења лекара и апотекара Суботице
Године  1866. године на састанку суботичких апотекара и лекара, донесена је Олука да се у Суботици формира Удружење лекара и апотекара. Међутим због политичке ситуације која је владала 1866/67. године (Аустро-Угарска нагодба) докуменат који је у Бечу потписан да је оснивање Удружења одобрено, није стигао у Суботицу. Тако да је Удружење лекара и апотекара основано тек 1880. године.